# Parc Jeanne Jugan
Le parc Jeanne Jugan est un parc lyonnais d'une surface de 8 850 m2, situé dans le 3e arrondissement de Lyon, rue Maurice Flandin. Il porte le nom de Jeanne Jugan, fondatrice de la congrégation religieuse des Petites Sœurs des Pauvres. Il est encore parfois appelé jardin des Petites Sœurs.

## Présentation

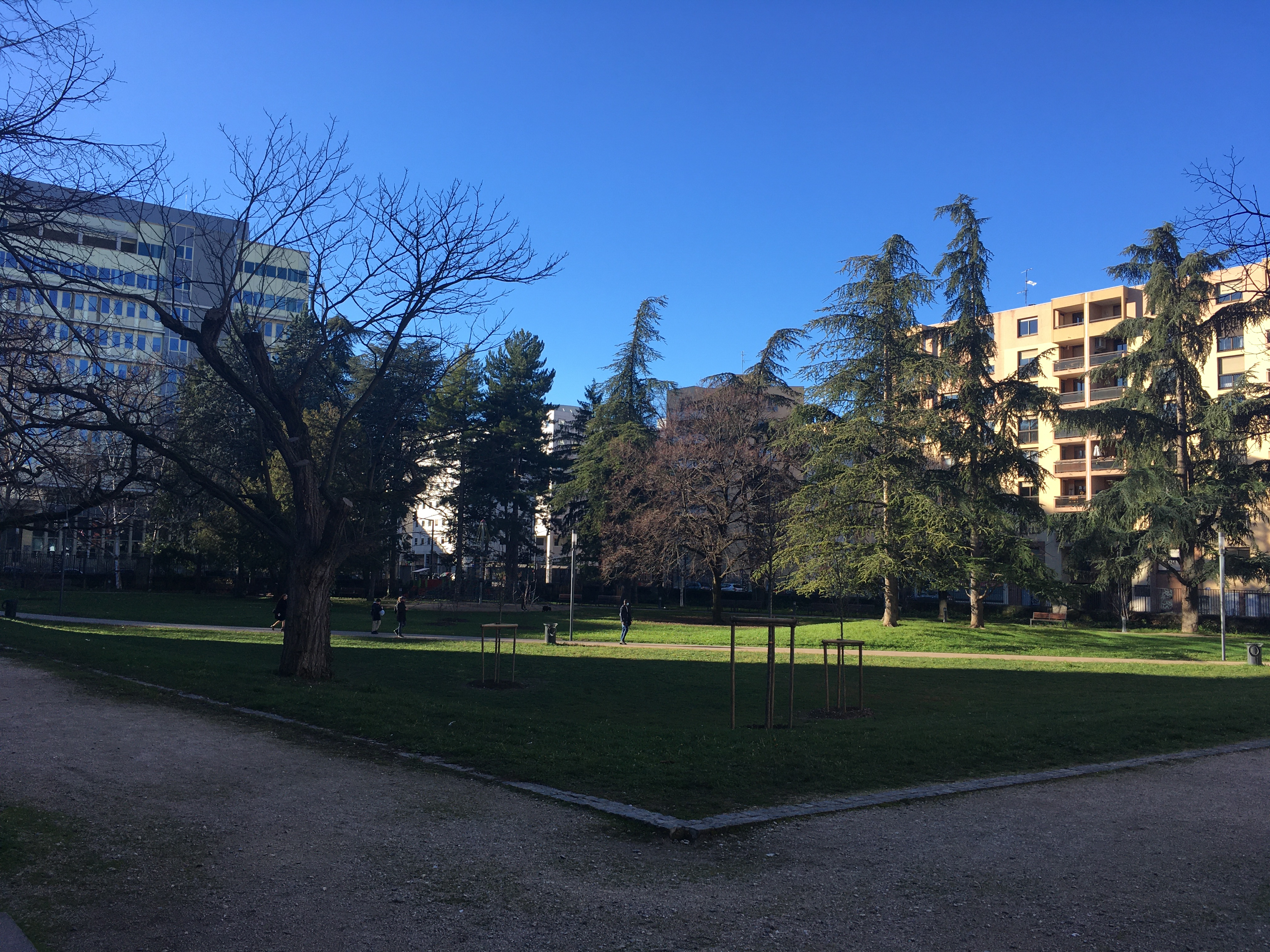
Parc Jeanne Jugan

Le parc Jeanne Jugan faisait partie du couvent des Petites Sœurs des Pauvres qui ont fait donation d'une partie de leur ancien jardin à la ville de Lyon pour créer un espace public ainsi nommé en mémoire de la fondatrice de leur congrégation. 
Situé à côté de la gare de la Part-Dieu, ce jardin abrite côté avenue Georges Pompidou un petit jardin botanique. Sur la grande pelouse, deux robiniers sont plantés de longue date et côtoient des tilleuls plus jeunes qui ont été plantés lors de la réorganisation du jardin en 1992. Du côté de l'avenue Georges Pompidou, un mur végétal composé de bambous et de peupliers d'Italie qui longeaient l'ancien lit de la Rize protège le parc des bruits de la ville et notamment des bruits de la gare. 
On trouve dans ce jardin des jeux pour enfants et une structure en corde à escalader, livrés en 2016 pour un coût de 80 000 €.

## Histoire

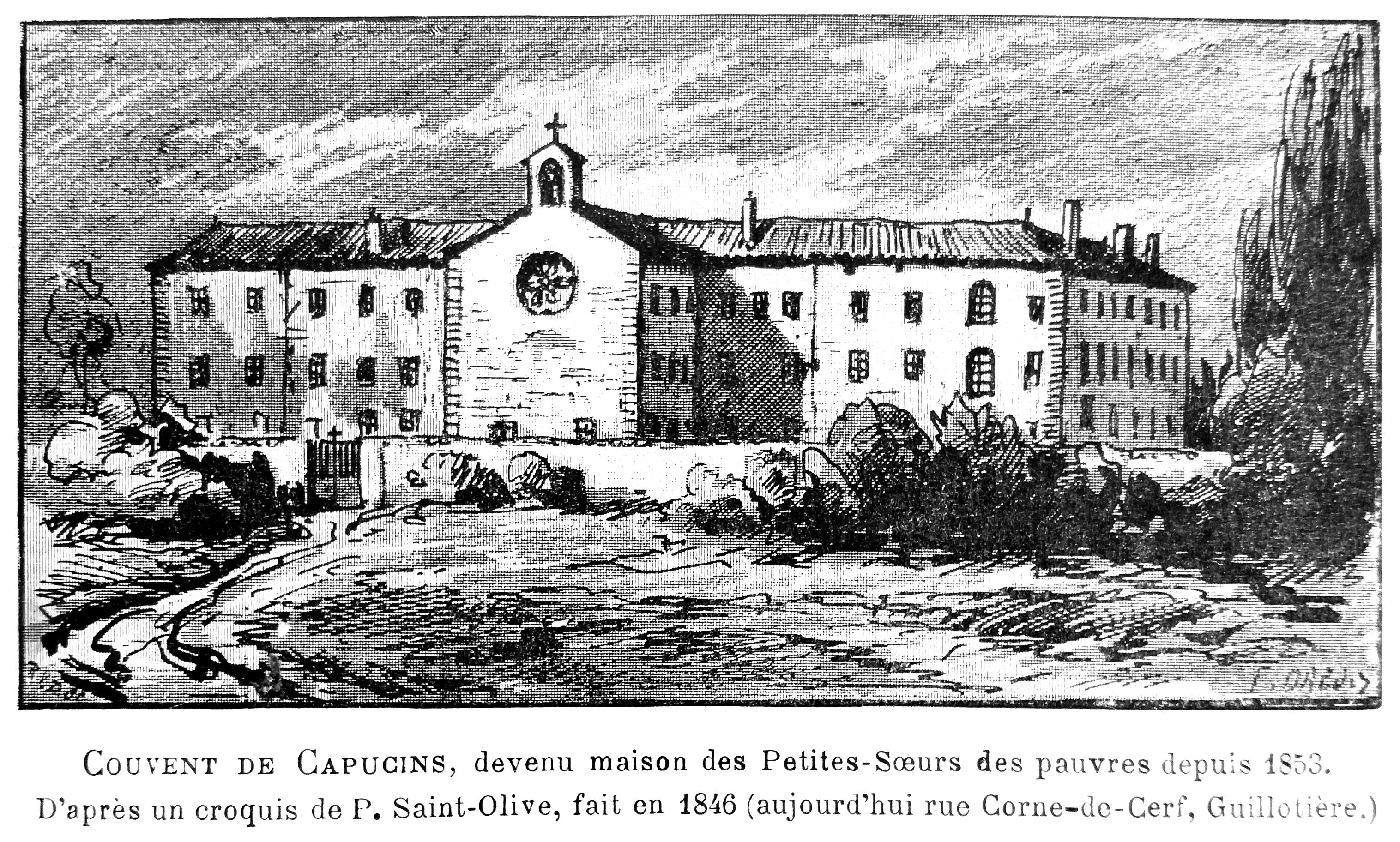
Couvent de Capucins rue Corne-de-Cerf.

Les Petites Sœurs des Pauvres sont installées sur ce site depuis 1853. À cette date, elles font l’acquisition d'un couvent de Capucins, qui occupait alors une surface de plus de 4 hectares. L'entrée se trouvait rue Corne-de-Cerf renommée aujourd'hui rue Maurice Flandin. Ce couvent devenu vétuste et inadapté est démoli en 1984 pour être remplacé par la résidence « Ma Maison » de Lyon Villette. À cette occasion, une partie des terrains est vendue pour construire la CRAM et le jardin des Petites Sœurs devient jardin public en 1982. Plus tard, dans les années 1990, une autre partie des terrains est vendue pour construire l'immeuble « Danica ».
Entre 2016 et 2021, et du fait de sa proximité avec le pôle de transports de la Part-Dieu, le parc est régulièrement utilisé comme lieu d'hébergement par des personnes sans-abri,, ou pour l'accueil momentané de migrants. Dans le premier cas, en 2017, des tensions avec certains riverains ont suivi, ainsi qu'une fermeture temporaire du parc.